# Rasmus Malling-Hansen
Rasmus Malling-Hansen, född 5 september 1835, död 27 september 1890, var en dansk präst, skolman och uppfinnare.
Malling-Hansen blev teologie kandidat 1865, var 1859-1861 lärare vid dövstuminstitutet i Köpenhamn och blev 1865 dess föreståndare. Han verkade för dövas undervisning i Danmark, propagerade för talmetoden, och tog initiativ till de två dövstumskolorna i Fredericia (1881) och Nyborg (1891).
Han väckte stor uppmärksamhet 1870, både nationellt och internationell genom sin uppfinning av "skrivkulan", vilket var en första form av skrivmaskin, som dock snart undanträngde den i praktiskt bruk. Vidare upptäckte han, att det förekommer periodiska olikheter i barnens vikt och växt vilket han härledde till barnens exponering av solljus. Sina iakttagelser framställde han i Perioder i børns vækst og solens varme (1886; översatt till tyska).

## Utmärkelser
- Förtjänstmedaljen i guld,  1872[2]
- Riddare av Dannebrogorden,  1880[2]

[Redigera Wikidata]